# 가우스 구적법

2점 가우스 구적법과 사다리꼴 구적법의 비교.
파란색 곡선은 구간 에서의 정적분을 계산하려는 함수(피적분함수)를 보여준다. 사다리꼴 공식은 함수의 양 끝점과 일치하는 선형 함수로 함수를 근사하며 주황색 점선으로 표시된다. 근사는 명백히 좋지 않으므로 오차가 크다 (사다리꼴 공식은 인 올바른 값에 대해 적분의 근사값으로 을 제공한다). 더 정확한 결과를 얻으려면 구간을 많은 부분 구간으로 분할한 다음 합성 사다리꼴 공식을 사용해야 하므로 훨씬 더 많은 계산이 필요하다.
가우스 구적법은 대신 더 적합한 점을 선택하므로 선형 함수도 함수를 더 잘 근사한다(검은색 점선). 피적분 함수가 3차 다항식 이므로, 2점 가우스 구적법은 심지어 정확한 결과를 반환한다.

수치해석학에서 카를 프리드리히 가우스의 이름을 딴 n점 가우스 구적법(Gaussian quadrature)은 i = 1, ..., n에 대해 노드 xi 및 가중치 wi를 적절히 선택하여 차수 2n − 1 이하의 다항식에 대해 정확한 결과를 얻도록 구성된 구적법이다.
직교 다항식을 사용한 현대적인 공식은 1826년 카를 구스타프 야코프 야코비에 의해 개발되었다. 이러한 규칙에 대한 가장 일반적인 적분 영역은 [−1, 1]로 간주되므로 규칙은 다음과 같이 표현된다.
{\displaystyle \int _{-1}^{1}f(x)\,dx\approx \sum _{i=1}^{n}w_{i}f(x_{i}),}
이것은 차수 2n − 1 이하의 다항식에 대해 정확하다. 이 정확한 규칙은 가우스-르장드르 구적법 규칙으로 알려져 있다. 이 구적법 규칙은 f (x)가 [−1, 1]에서 차수 2n − 1 이하의 다항식으로 잘 근사될 때만 위의 적분에 대한 정확한 근사값이 된다.
가우스-르장드르 구적법 규칙은 일반적으로 끝점 특이점을 가진 적분 가능한 함수에는 사용되지 않는다. 대신 피적분 함수를 다음과 같이 쓸 수 있다면
{\displaystyle f(x)=\left(1-x\right)^{\alpha }\left(1+x\right)^{\beta }g(x),\quad \alpha ,\beta >-1,}
여기서 g(x)는 낮은 차수의 다항식으로 잘 근사된다면, 대안적인 노드 xi'와 가중치 wi'가 일반적으로 더 정확한 구적법 규칙을 제공한다. 이것들은 가우스-야코비 구적법 규칙으로 알려져 있다. 즉,
{\displaystyle \int _{-1}^{1}f(x)\,dx=\int _{-1}^{1}\left(1-x\right)^{\alpha }\left(1+x\right)^{\beta }g(x)\,dx\approx \sum _{i=1}^{n}w_{i}'g\left(x_{i}'\right).}
일반적인 가중치로는 {\textstyle {\frac {1}{\sqrt {1-x^{2}}}}} (체비쇼프-가우스) 및 {\textstyle {\sqrt {1-x^{2}}}}이 포함된다. 또한 반무한(가우스-라게르 구적법) 및 무한 구간(가우스-에르미트 구적법)에 대해 적분할 수도 있다.
가우스 구적법 노드와 가중치를 계산하기 위한 핵심 관찰인 구적법 노드 xi가 직교 다항식 클래스(가중 내적에 대해 직교하는 클래스)에 속하는 다항식의 근이라는 것을 보일 수 있다 (Press 외 또는 Stoer와 Bulirsch 참조).

## 가우스-르장드르 구적법

르장드르 다항식 그래프(까지)

위에서 언급한 가장 간단한 적분 문제, 즉 {\displaystyle [-1,1]}에서 f(x)가 다항식으로 잘 근사되는 경우, 관련 직교 다항식은 Pn(x)로 표기되는 르장드르 다항식이다. n번째 다항식을 Pn(1) = 1로 정규화하면, i번째 가우스 노드 xi는 Pn의 i번째 근이며 가중치는 다음 공식으로 주어진다.
{\displaystyle w_{i}={\frac {2}{\left(1-x_{i}^{2}\right)\left[P'_{n}(x_{i})\right]^{2}}}.}
일부 저차 구적법 규칙은 아래에 표로 정리되어 있다 (구간 [−1, 1]에 대한 내용이며, 다른 구간에 대해서는 아래 섹션을 참조).
| 점의 개수, n | 점, xi                                                                            | 점, xi       | 가중치, wi                                        | 가중치, wi  |
| ------------ | --------------------------------------------------------------------------------- | ------------ | ------------------------------------------------- | ----------- |
| 1            | 0                                                                                 | 0            | 2                                                 | 2           |
| 2            | {\displaystyle \pm {\frac {1}{\sqrt {3}}}}                                        | ±0.57735...  | 1                                                 | 1           |
| 3            | 0                                                                                 | 0            | {\displaystyle {\frac {8}{9}}}                    | 0.888889... |
| 3            | {\displaystyle \pm {\sqrt {\frac {3}{5}}}}                                        | ±0.774597... | {\displaystyle {\frac {5}{9}}}                    | 0.555556... |
| 4            | {\displaystyle \pm {\sqrt {{\frac {3}{7}}-{\frac {2}{7}}{\sqrt {\frac {6}{5}}}}}} | ±0.339981... | {\displaystyle {\frac {18+{\sqrt {30}}}{36}}}     | 0.652145... |
| 4            | {\displaystyle \pm {\sqrt {{\frac {3}{7}}+{\frac {2}{7}}{\sqrt {\frac {6}{5}}}}}} | ±0.861136... | {\displaystyle {\frac {18-{\sqrt {30}}}{36}}}     | 0.347855... |
| 5            | 0                                                                                 | 0            | {\displaystyle {\frac {128}{225}}}                | 0.568889... |
| 5            | {\displaystyle \pm {\frac {1}{3}}{\sqrt {5-2{\sqrt {\frac {10}{7}}}}}}            | ±0.538469... | {\displaystyle {\frac {322+13{\sqrt {70}}}{900}}} | 0.478629... |
| 5            | {\displaystyle \pm {\frac {1}{3}}{\sqrt {5+2{\sqrt {\frac {10}{7}}}}}}            | ±0.90618...  | {\displaystyle {\frac {322-13{\sqrt {70}}}{900}}} | 0.236927... |

## 구간 변경
가우스 구적법 규칙을 적용하기 전에 [a, b]에 대한 적분을 [−1, 1]에 대한 적분으로 변경해야 한다. 이 구간 변경은 다음과 같이 할 수 있다.
{\displaystyle \int _{a}^{b}f(x)\,dx=\int _{-1}^{1}f\left({\frac {b-a}{2}}\xi +{\frac {a+b}{2}}\right)\,{\frac {dx}{d\xi }}d\xi }
여기서 {\displaystyle {\frac {dx}{d\xi }}={\frac {b-a}{2}}}
{\displaystyle n}점 가우스 구적법 {\displaystyle (\xi ,w)} 규칙을 적용하면 다음 근사값이 나온다.
{\displaystyle \int _{a}^{b}f(x)\,dx\approx {\frac {b-a}{2}}\sum _{i=1}^{n}w_{i}f\left({\frac {b-a}{2}}\xi _{i}+{\frac {a+b}{2}}\right).}

## 2점 가우스 구적법 규칙 예시
2점 가우스 구적법 규칙을 사용하여 로켓이 {\displaystyle t=8\mathrm {s} }에서 {\displaystyle t=30\mathrm {s} }까지 이동한 거리를 다음과 같이 근사한다.
{\displaystyle s=\int _{8}^{30}{\left(2000\ln \left[{\frac {140000}{140000-2100t}}\right]-9.8t\right){dt}}}
표 1에 주어진 가중치와 절편을 사용할 수 있도록 적분 한계를 변경한다. 또한 절대 상대 오차를 구한다. 실제 값은 11061.34m로 주어진다.
해결
먼저 적분 한계를 {\displaystyle \left[8,30\right]}에서 {\displaystyle \left[-1,1\right]}로 변경하면
{\displaystyle {\begin{aligned}\int _{8}^{30}{f(t)dt}&={\frac {30-8}{2}}\int _{-1}^{1}{f\left({\frac {30-8}{2}}x+{\frac {30+8}{2}}\right){dx}}\\&=11\int _{-1}^{1}{f\left(11x+19\right){dx}}\end{aligned}}}
다음으로 표 1에서 2점 규칙에 대한 가중치 인자와 함수 인수 값을 얻는다.
- {\displaystyle c_{1}=1.000000000}
- {\displaystyle x_{1}=-0.577350269}
- {\displaystyle c_{2}=1.000000000}
- {\displaystyle x_{2}=0.577350269}

이제 가우스 구적법 공식을 사용할 수 있다.
{\displaystyle {\begin{aligned}11\int _{-1}^{1}{f\left(11x+19\right){dx}}&\approx 11\left[c_{1}f\left(11x_{1}+19\right)+c_{2}f\left(11x_{2}+19\right)\right]\\&=11\left[f\left(11(-0.5773503)+19\right)+f\left(11(0.5773503)+19\right)\right]\\&=11\left[f(12.64915)+f(25.35085)\right]\\&=11\left[(296.8317)+(708.4811)\right]\\&=11058.44\end{aligned}}}
이유는 다음과 같다.
{\displaystyle {\begin{aligned}f(12.64915)&=2000\ln \left[{\frac {140000}{140000-2100(12.64915)}}\right]-9.8(12.64915)\\&=296.8317\end{aligned}}}
{\displaystyle {\begin{aligned}f(25.35085)&=2000\ln \left[{\frac {140000}{140000-2100(25.35085)}}\right]-9.8(25.35085)\\&=708.4811\end{aligned}}}
실제 값이 11061.34m이므로 절대 상대 오차 {\displaystyle \left|\varepsilon _{t}\right|}는 다음과 같다.
{\displaystyle \left|\varepsilon _{t}\right|=\left|{\frac {11061.34-11058.44}{11061.34}}\right|\times 100\%=0.0262\%}

## 다른 형식
적분 문제는 피적분 함수에 양의 무게 함수 ω를 도입하고 [−1, 1] 이외의 구간을 허용함으로써 약간 더 일반적인 방식으로 표현될 수 있다. 즉, 문제는 다음을 계산하는 것이다.
{\displaystyle \int _{a}^{b}\omega (x)\,f(x)\,dx}
a, b, ω를 일부 선택한다. a = −1, b = 1, ω(x) = 1의 경우 문제는 위에서 고려한 것과 동일하다. 다른 선택은 다른 적분 규칙으로 이어진다. 이들 중 일부는 아래에 표로 정리되어 있다. Abramowitz and Stegun (A & S)에 대한 방정식 번호가 주어진다.
| 구간    | ω(x)                                                                                        | 직교 다항식            | A & S           | 더 자세한 내용은 ...     |
| ------- | ------------------------------------------------------------------------------------------- | ---------------------- | --------------- | ------------------------ |
| [−1, 1] | 1                                                                                           | 르장드르 다항식        | 25.4.29         | § 가우스-르장드르 구적법 |
| (−1, 1) | {\displaystyle \left(1-x\right)^{\alpha }\left(1+x\right)^{\beta },\quad \alpha ,\beta >-1} | 야코비 다항식          | 25.4.33 (β = 0) | 가우스-야코비 구적법     |
| (−1, 1) | {\displaystyle {\frac {1}{\sqrt {1-x^{2}}}}}                                                | 체비쇼프 다항식 (1종)  | 25.4.38         | 체비쇼프-가우스 구적법   |
| [−1, 1] | {\displaystyle {\sqrt {1-x^{2}}}}                                                           | 체비쇼프 다항식 (2종)  | 25.4.40         | 체비쇼프-가우스 구적법   |
| [0, ∞)  | {\displaystyle e^{-x}\,}                                                                    | 라게르 다항식          | 25.4.45         | 가우스-라게르 구적법     |
| [0, ∞)  | {\displaystyle x^{\alpha }e^{-x},\quad \alpha >-1}                                          | 일반화된 라게르 다항식 |                 | 가우스-라게르 구적법     |
| (−∞, ∞) | {\displaystyle e^{-x^{2}}}                                                                  | 에르미트 다항식        | 25.4.46         | 가우스-에르미트 구적법   |

### 기본 정리
pn을 다음과 같은 차수 n의 자명하지 않은 다항식이라고 하자.
{\displaystyle \int _{a}^{b}\omega (x)\,x^{k}p_{n}(x)\,dx=0,\quad {\text{for all }}k=0,1,\ldots ,n-1.}
위의 모든 직교 다항식에 대해 이것이 참이라는 점에 유의하라. 왜냐하면 각 pn은 j<n에 대해 다른 다항식 pj에 대해 직교하도록 구성되어 있으며, xk는 그 집합의 스팬에 있기 때문이다.
n개의 노드 xi를 pn의 근으로 선택하면, 차수 2n − 1 이하의 모든 다항식 h(x)에 대해 가우스 구적법 계산 적분을 정확하게 만드는 n개의 가중치 wi가 존재한다. 또한 이 모든 노드 xi는 열린 구간 (a, b)에 놓인다.
이 주장의 첫 번째 부분을 증명하기 위해, 차수 2n − 1 이하의 임의의 다항식 h(x)를 취한다. 이를 직교 다항식 pn으로 나누면 다음과 같다.
{\displaystyle h(x)=p_{n}(x)\,q(x)+r(x).}
여기서 q(x)는 차수 n − 1 이하인 몫이며(그 차수와 제수 pn의 차수의 합은 피제수의 차수와 같아야 하므로), r(x)은 나머지이며 역시 차수 n − 1 이하이다(나머지의 차수는 항상 제수의 차수보다 작기 때문). pn은 가정에 따라 차수 n 미만의 모든 단항식에 직교하므로 몫 q(x)에 직교해야 한다. 따라서
{\displaystyle \int _{a}^{b}\omega (x)\,h(x)\,dx=\int _{a}^{b}\omega (x)\,{\big (}\,p_{n}(x)q(x)+r(x)\,{\big )}\,dx=\int _{a}^{b}\omega (x)\,r(x)\,dx.}
나머지 r(x)는 차수 n − 1 이하이므로 라그랑주 다항식 li(x)을 사용하여 n개의 보간점을 사용하여 정확하게 보간할 수 있다. 여기서
{\displaystyle l_{i}(x)=\prod _{j\neq i}{\frac {x-x_{j}}{x_{i}-x_{j}}}.}
다음이 성립한다.
{\displaystyle r(x)=\sum _{i=1}^{n}l_{i}(x)\,r(x_{i}).}
그러면 그것의 적분은 다음과 같다.
{\displaystyle \int _{a}^{b}\omega (x)\,r(x)\,dx=\int _{a}^{b}\omega (x)\,\sum _{i=1}^{n}l_{i}(x)\,r(x_{i})\,dx=\sum _{i=1}^{n}\,r(x_{i})\,\int _{a}^{b}\omega (x)\,l_{i}(x)\,dx=\sum _{i=1}^{n}\,r(x_{i})\,w_{i},}
여기서 노드 xi와 관련된 가중치 wi는 li(x)의 가중 적분과 같도록 정의된다 (가중치에 대한 다른 공식은 아래 참조). 그러나 모든 xi는 pn의 근이므로 위 나눗셈 공식에 의해 다음이 성립한다.
{\displaystyle h(x_{i})=p_{n}(x_{i})\,q(x_{i})+r(x_{i})=r(x_{i}),}
모든 i에 대해. 따라서 최종적으로 다음을 얻는다.
{\displaystyle \int _{a}^{b}\omega (x)\,h(x)\,dx=\int _{a}^{b}\omega (x)\,r(x)\,dx=\sum _{i=1}^{n}w_{i}\,r(x_{i})=\sum _{i=1}^{n}w_{i}\,h(x_{i}).}
이는 차수 2n − 1 이하의 모든 다항식 h(x)에 대해 그 적분이 가우스 구적법 합계로 정확하게 주어진다는 것을 증명한다.
주장의 두 번째 부분을 증명하기 위해, 다항식 pn의 인수 분해된 형태를 고려한다. 임의의 켤레 복소수 근은 실수 전체에 걸쳐 엄격히 양수 또는 엄격히 음수인 이차 인수를 생성한다. 구간 a에서 b 외부의 근에 해당하는 인수는 해당 구간에 걸쳐 부호를 변경하지 않는다. 마지막으로 구간 a에서 b 내부의 근 xi에 해당하는 홀수 차수 인수의 경우, pn에 하나의 인수를 더 곱하여 새로운 다항식을 만든다.
{\displaystyle p_{n}(x)\,\prod _{i}(x-x_{i}).}
이 다항식은 해당 구간 내의 모든 근이 이제 짝수 차수이므로 구간 a에서 b에 걸쳐 부호를 변경할 수 없다. 따라서 적분은
{\displaystyle \int _{a}^{b}p_{n}(x)\,\left(\prod _{i}(x-x_{i})\right)\,\omega (x)\,dx\neq 0,}
무게 함수 ω(x)는 항상 음수가 아니기 때문이다. 그러나 pn은 차수 n − 1 이하의 모든 다항식에 직교하므로 곱의 차수는
{\displaystyle \prod _{i}(x-x_{i})}
최소 n이어야 한다. 따라서 pn은 구간 a에서 b에 n개의 서로 다른 실수 근을 가진다.

#### 가중치에 대한 일반 공식
가중치는 다음과 같이 표현할 수 있다.

| {\displaystyle w_{i}={\frac {a_{n}}{a_{n-1}}}{\frac {\int _{a}^{b}\omega (x)p_{n-1}(x)^{2}dx}{p'_{n}(x_{i})p_{n-1}(x_{i})}}} | \| \| \| \| \| \| \| \| | (1) |
| |                         |     |
| |                         |     |
여기서 {\displaystyle a_{k}}는 {\displaystyle p_{k}(x)}에서 {\displaystyle x^{k}}의 계수이다. 이를 증명하기 위해 라그랑주 보간을 사용하여 r(x)를 {\displaystyle r(x_{i})}로 표현할 수 있음을 유의하라.
{\displaystyle r(x)=\sum _{i=1}^{n}r(x_{i})\prod _{\begin{smallmatrix}1\leq j\leq n\\j\neq i\end{smallmatrix}}{\frac {x-x_{j}}{x_{i}-x_{j}}}}
왜냐하면 r(x)는 차수가 n보다 작아서 n개의 다른 점에서 가지는 값에 의해 고정되기 때문이다. 양변에 ω(x)를 곱하고 a에서 b까지 적분하면
{\displaystyle \int _{a}^{b}\omega (x)r(x)dx=\sum _{i=1}^{n}r(x_{i})\int _{a}^{b}\omega (x)\prod _{\begin{smallmatrix}1\leq j\leq n\\j\neq i\end{smallmatrix}}{\frac {x-x_{j}}{x_{i}-x_{j}}}dx}
따라서 가중치 wi는 다음과 같이 주어진다.
{\displaystyle w_{i}=\int _{a}^{b}\omega (x)\prod _{\begin{smallmatrix}1\leq j\leq n\\j\neq i\end{smallmatrix}}{\frac {x-x_{j}}{x_{i}-x_{j}}}dx}
{\displaystyle w_{i}}에 대한 이 적분 표현식은 직교 다항식 {\displaystyle p_{n}(x)}와 {\displaystyle p_{n-1}(x)}로 다음과 같이 표현할 수 있다.
다음과 같이 쓸 수 있다.
{\displaystyle \prod _{\begin{smallmatrix}1\leq j\leq n\\j\neq i\end{smallmatrix}}\left(x-x_{j}\right)={\frac {\prod _{1\leq j\leq n}\left(x-x_{j}\right)}{x-x_{i}}}={\frac {p_{n}(x)}{a_{n}\left(x-x_{i}\right)}}}
여기서 {\displaystyle a_{n}}은 {\displaystyle p_{n}(x)}에서 {\displaystyle x^{n}}의 계수이다. L'Hôpital의 정리를 사용하여 x가 {\displaystyle x_{i}}로 가는 극한을 취하면
{\displaystyle \prod _{\begin{smallmatrix}1\leq j\leq n\\j\neq i\end{smallmatrix}}\left(x_{i}-x_{j}\right)={\frac {p'_{n}(x_{i})}{a_{n}}}}
따라서 가중치에 대한 적분 표현식을 다음과 같이 쓸 수 있다.

| {\displaystyle w_{i}={\frac {1}{p'_{n}(x_{i})}}\int _{a}^{b}\omega (x){\frac {p_{n}(x)}{x-x_{i}}}dx} | \| \| \| \| \| \| \| \| | (2) |
| |                         |     |
| |                         |     |
적분에서 다음과 같이 쓴다.
{\displaystyle {\frac {1}{x-x_{i}}}={\frac {1-\left({\frac {x}{x_{i}}}\right)^{k}}{x-x_{i}}}+\left({\frac {x}{x_{i}}}\right)^{k}{\frac {1}{x-x_{i}}}}
다음이 나온다.
{\displaystyle \int _{a}^{b}\omega (x){\frac {x^{k}p_{n}(x)}{x-x_{i}}}dx=x_{i}^{k}\int _{a}^{b}\omega (x){\frac {p_{n}(x)}{x-x_{i}}}dx}
{\displaystyle k\leq n}인 경우, 왜냐하면
{\displaystyle {\frac {1-\left({\frac {x}{x_{i}}}\right)^{k}}{x-x_{i}}}}
는 차수 k − 1의 다항식이며 {\displaystyle p_{n}(x)}에 대해 직교한다. 따라서 q(x)가 최대 n차 다항식이라면 다음이 성립한다.
{\displaystyle \int _{a}^{b}\omega (x){\frac {p_{n}(x)}{x-x_{i}}}dx={\frac {1}{q(x_{i})}}\int _{a}^{b}\omega (x){\frac {q(x)p_{n}(x)}{x-x_{i}}}dx}
{\displaystyle q(x)=p_{n-1}(x)}에 대해 오른쪽 적분을 다음과 같이 평가할 수 있다. {\displaystyle {\frac {p_{n}(x)}{x-x_{i}}}}는 차수 n − 1의 다항식이므로
{\displaystyle {\frac {p_{n}(x)}{x-x_{i}}}=a_{n}x^{n-1}+s(x)}
여기서 s(x)는 차수 {\displaystyle n-2}의 다항식이다. s(x)는 {\displaystyle p_{n-1}(x)}에 대해 직교하므로
{\displaystyle \int _{a}^{b}\omega (x){\frac {p_{n}(x)}{x-x_{i}}}dx={\frac {a_{n}}{p_{n-1}(x_{i})}}\int _{a}^{b}\omega (x)p_{n-1}(x)x^{n-1}dx}
그러면 다음과 같이 쓸 수 있다.
{\displaystyle x^{n-1}=\left(x^{n-1}-{\frac {p_{n-1}(x)}{a_{n-1}}}\right)+{\frac {p_{n-1}(x)}{a_{n-1}}}}
괄호 안의 항은 차수 {\displaystyle n-2}의 다항식이므로 {\displaystyle p_{n-1}(x)}에 대해 직교한다. 따라서 적분은 다음과 같이 쓸 수 있다.
{\displaystyle \int _{a}^{b}\omega (x){\frac {p_{n}(x)}{x-x_{i}}}dx={\frac {a_{n}}{a_{n-1}p_{n-1}(x_{i})}}\int _{a}^{b}\omega (x)p_{n-1}(x)^{2}dx}
방정식 (2)에 따라 가중치는 이것을 {\displaystyle p'_{n}(x_{i})}로 나누어 얻으며, 이는 방정식 (1)의 표현식을 산출한다.
{\displaystyle w_{i}}는 직교 다항식 {\displaystyle p_{n}(x)}와 이제 {\displaystyle p_{n+1}(x)}를 사용하여 표현할 수도 있다. 3항 점화식 {\displaystyle p_{n+1}(x_{i})=(a)p_{n}(x_{i})+(b)p_{n-1}(x_{i})}에서 {\displaystyle p_{n}(x_{i})} 항은 사라지므로 Eq. (1)의 {\displaystyle p_{n-1}(x_{i})}는 {\textstyle {\frac {1}{b}}p_{n+1}\left(x_{i}\right)}로 대체될 수 있다.

#### 가중치가 양수라는 증명
차수 {\displaystyle 2n-2}의 다음 다항식을 고려한다.
{\displaystyle f(x)=\prod _{\begin{smallmatrix}1\leq j\leq n\\j\neq i\end{smallmatrix}}{\frac {\left(x-x_{j}\right)^{2}}{\left(x_{i}-x_{j}\right)^{2}}}}
여기서, 위에서처럼, xj는 다항식 {\displaystyle p_{n}(x)}의 근이다.
분명히 {\displaystyle f(x_{j})=\delta _{ij}}이다. {\displaystyle f(x)}의 차수는 {\displaystyle 2n-1}보다 작으므로 {\displaystyle p_{n}(x)}에서 얻은 가중치와 노드를 포함하는 가우스 구적법 공식이 적용된다. j가 i와 같지 않을 때 {\displaystyle f(x_{j})=0}이므로, 다음이 성립한다.
{\displaystyle \int _{a}^{b}\omega (x)f(x)dx=\sum _{j=1}^{n}w_{j}f(x_{j})=\sum _{j=1}^{n}\delta _{ij}w_{j}=w_{i}>0.}
{\displaystyle \omega (x)}와 {\displaystyle f(x)} 모두 음이 아닌 함수이므로 {\displaystyle w_{i}>0}이 성립한다.

### 가우스 구적법 규칙 계산
가우스 구적법 규칙의 노드 xi와 가중치 wi를 계산하는 많은 알고리즘이 있다. 가장 널리 사용되는 방법은 O(n2) 연산이 필요한 골룹-웰시 알고리즘, 평가에 3항 점화식을 사용하는 {\displaystyle p_{n}(x)=0}을 해결하기 위한 뉴턴 방법(이는 O(n2) 연산이 필요함), 그리고 큰 n에 대해 O(n) 연산이 필요한 점근 공식이 있다.

#### 점화식
스칼라 곱 {\displaystyle (\cdot ,\cdot )}에 대해 {\displaystyle r\neq s}일 때 {\displaystyle (p_{r},p_{s})=0}을 만족하고 차수 {\displaystyle (p_{r})=r}이며 선행 계수가 1인 직교 다항식 {\displaystyle p_{r}}(일계수 다항식)는 다음 점화식을 만족한다.
{\displaystyle p_{r+1}(x)=(x-a_{r,r})p_{r}(x)-a_{r,r-1}p_{r-1}(x)\cdots -a_{r,0}p_{0}(x)}
및 스칼라 곱은 다음과 같이 정의된다.
{\displaystyle (f(x),g(x))=\int _{a}^{b}\omega (x)f(x)g(x)dx}
{\displaystyle r=0,1,\ldots ,n-1}에 대해 여기서 n은 무한대로 취할 수 있는 최대 차수이며, 여기서 {\textstyle a_{r,s}={\frac {\left(xp_{r},p_{s}\right)}{\left(p_{s},p_{s}\right)}}}이다. 우선, {\displaystyle p_{0}(x)=1}로 시작하는 점화식으로 정의된 다항식은 선행 계수가 1이고 올바른 차수를 가진다. {\displaystyle p_{0}}로 시작점을 주면 {\displaystyle p_{r}}의 직교성은 귀납법으로 보일 수 있다. {\displaystyle r=s=0}에 대해 다음이 성립한다.
{\displaystyle (p_{1},p_{0})=(x-a_{0,0})(p_{0},p_{0})=(xp_{0},p_{0})-a_{0,0}(p_{0},p_{0})=(xp_{0},p_{0})-(xp_{0},p_{0})=0.}
이제 {\displaystyle p_{0},p_{1},\ldots ,p_{r}}이 직교하면 {\displaystyle p_{r+1}}도 직교한다. 왜냐하면 다음 식에서
{\displaystyle (p_{r+1},p_{s})=(xp_{r},p_{s})-a_{r,r}(p_{r},p_{s})-a_{r,r-1}(p_{r-1},p_{s})\cdots -a_{r,0}(p_{0},p_{s})}
모든 스칼라 곱은 첫 번째 곱과 {\displaystyle p_{s}}가 같은 직교 다항식을 만나는 곳을 제외하고는 사라진다. 따라서
{\displaystyle (p_{r+1},p_{s})=(xp_{r},p_{s})-a_{r,s}(p_{s},p_{s})=(xp_{r},p_{s})-(xp_{r},p_{s})=0.}
그러나 스칼라 곱이 {\displaystyle (xf,g)=(f,xg)}를 만족하면(가우스 구적법의 경우 해당), 점화식은 3항 점화식으로 축소된다. {\displaystyle s<r-1}이면 {\displaystyle xp_{s}}는 차수 r − 1 이하인 다항식이다. 반면에 {\displaystyle p_{r}}은 차수 r − 1 이하인 모든 다항식에 직교한다. 따라서 s < r − 1에 대해 {\displaystyle (xp_{r},p_{s})=(p_{r},xp_{s})=0} 및 {\displaystyle a_{r,s}=0}이 성립한다. 그러면 점화식은 다음으로 간단해진다.
{\displaystyle p_{r+1}(x)=(x-a_{r,r})p_{r}(x)-a_{r,r-1}p_{r-1}(x)}
또는
{\displaystyle p_{r+1}(x)=(x-a_{r})p_{r}(x)-b_{r}p_{r-1}(x)}
(규약 {\displaystyle p_{-1}(x)\equiv 0}을 사용) 여기서
{\displaystyle a_{r}:={\frac {(xp_{r},p_{r})}{(p_{r},p_{r})}},\qquad b_{r}:={\frac {(xp_{r},p_{r-1})}{(p_{r-1},p_{r-1})}}={\frac {(p_{r},p_{r})}{(p_{r-1},p_{r-1})}}}
(마지막 식은 {\displaystyle (xp_{r},p_{r-1})=(p_{r},xp_{r-1})=(p_{r},p_{r})} 때문이다. 왜냐하면 {\displaystyle xp_{r-1}}은 차수 r 미만의 다항식으로 {\displaystyle p_{r}}과 다르기 때문).

#### 골룹-웰시 알고리즘
3항 점화식은 행렬 형식 {\displaystyle J{\tilde {P}}=x{\tilde {P}}-p_{n}(x)\mathbf {e} _{n}}으로 쓸 수 있다. 여기서 {\displaystyle {\tilde {P}}={\begin{bmatrix}p_{0}(x)&p_{1}(x)&\cdots &p_{n-1}(x)\end{bmatrix}}^{\mathsf {T}}}, {\displaystyle \mathbf {e} _{n}}은 {\displaystyle n}번째 표준 기저 벡터, 즉 {\displaystyle \mathbf {e} _{n}={\begin{bmatrix}0&\cdots &0&1\end{bmatrix}}^{\mathsf {T}}}이고, J는 다음 3중 대각 행렬이며 야코비 행렬이라고 한다.
{\displaystyle \mathbf {J} ={\begin{bmatrix}a_{0}&1&0&\cdots &0\\b_{1}&a_{1}&1&\ddots &\vdots \\0&b_{2}&\ddots &\ddots &0\\\vdots &\ddots &\ddots &a_{n-2}&1\\0&\cdots &0&b_{n-1}&a_{n-1}\end{bmatrix}}.}
가우스 구적법의 노드로 사용되는 차수 n까지의 다항식의 근 {\displaystyle x_{j}}는 이 행렬의 고유값을 계산하여 찾을 수 있다. 이 절차는 골룹-웰시 알고리즘으로 알려져 있다.
가중치와 노드를 계산하기 위해 다음 요소가 있는 대칭 3중 대각 행렬 {\displaystyle {\mathcal {J}}}를 고려하는 것이 좋다.
{\displaystyle {\begin{aligned}{\mathcal {J}}_{k,i}=J_{k,i}&=a_{k-1}&k&=1,2,\ldots ,n\\[2.1ex]{\mathcal {J}}_{k-1,i}={\mathcal {J}}_{k,k-1}={\sqrt {J_{k,k-1}J_{k-1,k}}}&={\sqrt {b_{k-1}}}&k&={\hphantom {1,\,}}2,\ldots ,n.\end{aligned}}}
즉,
{\displaystyle {\mathcal {J}}={\begin{bmatrix}a_{0}&{\sqrt {b_{1}}}&0&\cdots &0\\{\sqrt {b_{1}}}&a_{1}&{\sqrt {b_{2}}}&\ddots &\vdots \\0&{\sqrt {b_{2}}}&\ddots &\ddots &0\\\vdots &\ddots &\ddots &a_{n-2}&{\sqrt {b_{n-1}}}\\0&\cdots &0&{\sqrt {b_{n-1}}}&a_{n-1}\end{bmatrix}}.}
J와 {\displaystyle {\mathcal {J}}}는 닮음 행렬이므로 같은 고유값(노드)을 가진다. 가중치는 해당 고유 벡터에서 계산할 수 있다. {\displaystyle \phi ^{(j)}}가 고유값 xj와 관련된 정규화된 고유 벡터(즉, 유클리드 노름이 1인 고유 벡터)이면 해당 가중치는 이 고유 벡터의 첫 번째 성분에서 계산할 수 있다.
{\displaystyle w_{j}=\mu _{0}\left(\phi _{1}^{(j)}\right)^{2}}
여기서 {\displaystyle \mu _{0}}는 무게 함수의 적분이다.
{\displaystyle \mu _{0}=\int _{a}^{b}\omega (x)dx.}
자세한 내용은 (Gil, Segura & Temme 2007) 등을 참조하라.

### 오차 추정
가우스 구적법 규칙의 오차는 다음과 같이 나타낼 수 있다. 2n개의 연속 도함수를 갖는 피적분 함수에 대해
{\displaystyle \int _{a}^{b}\omega (x)\,f(x)\,dx-\sum _{i=1}^{n}w_{i}\,f(x_{i})={\frac {f^{(2n)}(\xi )}{(2n)!}}\,(p_{n},p_{n})}
(a, b)의 어떤 ξ에 대해, 여기서 pn은 1을 선행 계수로 갖는 일계수 차수 n의 직교 다항식이고
{\displaystyle (f,g)=\int _{a}^{b}\omega (x)f(x)g(x)\,dx.}
ω(x) = 1의 중요한 특수한 경우에 대한 오차 추정은 다음과 같다.
{\displaystyle {\frac {\left(b-a\right)^{2n+1}\left(n!\right)^{4}}{(2n+1)\left[\left(2n\right)!\right]^{3}}}f^{(2n)}(\xi ),\qquad a<\xi <b.}
Stoer와 Bulirsch는 이 오차 추정이 실제로는 불편하다고 지적한다. 왜냐하면 차수 2n 도함수를 추정하기 어려울 수 있으며, 또한 실제 오차가 도함수에 의해 확립된 경계보다 훨씬 작을 수 있기 때문이다. 다른 접근 방식은 서로 다른 차수의 두 가지 가우스 구적법 규칙을 사용하고 두 결과 간의 차이로 오차를 추정하는 것이다. 이러한 목적을 위해 가우스-크론로드 구적법 규칙이 유용할 수 있다.

### 가우스-크론로드 규칙
구간 [a, b]가 세분되면 새로운 부분 구간의 가우스 평가 지점은 이전 평가 지점과 절대 일치하지 않으며(홀수 개수에 대해 0인 경우 제외) 따라서 모든 지점에서 피적분 함수를 평가해야 한다. 가우스-크론로드 규칙은 n점 규칙에 n + 1점을 추가하여 결과 규칙이 차수 2n + 1이 되도록 확장된 가우스 구적법 규칙이다. 이를 통해 저차 추정의 함수 값을 재사용하면서 고차 추정을 계산할 수 있다. 가우스 구적법 규칙과 크론로드 확장 간의 차이는 종종 근사 오차의 추정으로 사용된다.

### 가우스-로바토 규칙
네덜란드 수학자 레우엘 로바토(Rehuel Lobatto)의 이름을 따서 로바토 구적법이라고도 알려져 있다. 가우스 구적법과 유사하며 다음과 같은 차이점이 있다.
1. 적분 지점에는 적분 구간의 끝점이 포함된다.
2. 적분 지점의 개수 n에 대해 차수 2n − 3까지의 다항식에 대해 정확하다.[8]

구간 [−1, 1]에 대한 함수 f(x)의 로바토 구적법:
{\displaystyle \int _{-1}^{1}{f(x)\,dx}={\frac {2}{n(n-1)}}[f(1)+f(-1)]+\sum _{i=2}^{n-1}{w_{i}f(x_{i})}+R_{n}.}
절편: xi는 {\displaystyle P'_{n-1}(x)}의 {\displaystyle (i-1)}번째 근이며, 여기서 {\displaystyle P_{m}(x)}는 m차 표준 르장드르 다항식을 나타내고 대시는 미분을 나타낸다.
가중치:
{\displaystyle w_{i}={\frac {2}{n(n-1)\left[P_{n-1}\left(x_{i}\right)\right]^{2}}},\qquad x_{i}\neq \pm 1.}
나머지:
{\displaystyle R_{n}={\frac {-n\left(n-1\right)^{3}2^{2n-1}\left[\left(n-2\right)!\right]^{4}}{(2n-1)\left[\left(2n-2\right)!\right]^{3}}}f^{(2n-2)}(\xi ),\qquad -1<\xi <1.}
일부 가중치는 다음과 같다.
| 점의 개수, n      | 점, xi                                                                              | 가중치, wi                                       |
| ----------------- | ----------------------------------------------------------------------------------- | ------------------------------------------------ |
| {\displaystyle 3} | {\displaystyle 0}                                                                   | {\displaystyle {\frac {4}{3}}}                   |
| {\displaystyle 3} | {\displaystyle \pm 1}                                                               | {\displaystyle {\frac {1}{3}}}                   |
| {\displaystyle 4} | {\displaystyle \pm {\sqrt {\frac {1}{5}}}}                                          | {\displaystyle {\frac {5}{6}}}                   |
| {\displaystyle 4} | {\displaystyle \pm 1}                                                               | {\displaystyle {\frac {1}{6}}}                   |
| {\displaystyle 5} | {\displaystyle 0}                                                                   | {\displaystyle {\frac {32}{45}}}                 |
| {\displaystyle 5} | {\displaystyle \pm {\sqrt {\frac {3}{7}}}}                                          | {\displaystyle {\frac {49}{90}}}                 |
| {\displaystyle 5} | {\displaystyle \pm 1}                                                               | {\displaystyle {\frac {1}{10}}}                  |
| {\displaystyle 6} | {\displaystyle \pm {\sqrt {{\frac {1}{3}}-{\frac {2{\sqrt {7}}}{21}}}}}             | {\displaystyle {\frac {14+{\sqrt {7}}}{30}}}     |
| {\displaystyle 6} | {\displaystyle \pm {\sqrt {{\frac {1}{3}}+{\frac {2{\sqrt {7}}}{21}}}}}             | {\displaystyle {\frac {14-{\sqrt {7}}}{30}}}     |
| {\displaystyle 6} | {\displaystyle \pm 1}                                                               | {\displaystyle {\frac {1}{15}}}                  |
| {\displaystyle 7} | {\displaystyle 0}                                                                   | {\displaystyle {\frac {256}{525}}}               |
| {\displaystyle 7} | {\displaystyle \pm {\sqrt {{\frac {5}{11}}-{\frac {2}{11}}{\sqrt {\frac {5}{3}}}}}} | {\displaystyle {\frac {124+7{\sqrt {15}}}{350}}} |
| {\displaystyle 7} | {\displaystyle \pm {\sqrt {{\frac {5}{11}}+{\frac {2}{11}}{\sqrt {\frac {5}{3}}}}}} | {\displaystyle {\frac {124-7{\sqrt {15}}}{350}}} |
| {\displaystyle 7} | {\displaystyle \pm 1}                                                               | {\displaystyle {\frac {1}{21}}}                  |

내부 노드가 2개인 이 알고리즘의 적응형 변형은 GNU 옥타브 및 매트랩에서 각각 quadl 및 integrate로 제공된다.

## 같이 보기
- 오일러-매클로린 공식
- 구적법

### 인용
1. ↑  Gauss 1815
2. ↑  Jacobi 1826
3. ↑  Abramowitz & Stegun 1983, 887쪽
4. ↑  Stoer & Bulirsch 2002, 172–175쪽
5. ↑  Stoer & Bulirsch 2002, Thm 3.6.24
6. ↑  Kahaner, Moler & Nash 1989, §5.2
7. ↑  Abramowitz & Stegun 1983, 888쪽
8. ↑  Quarteroni, Sacco & Saleri 2000
9. ↑  Gander & Gautschi 2000
10. ↑  MathWorks 2012
11. ↑  Eaton 외. 2018

### 참고 문헌
- 틀:AS ref
- Anderson, Donald G. (1965). 《Gaussian quadrature formulae for {\displaystyle \int _{0}^{1}-\ln(x)f(x)dx}》. 《Math. Comp.》 19. 477–481쪽. doi:10.1090/s0025-5718-1965-0178569-1.
- Danloy, Bernard (1973). 《Numerical construction of Gaussian quadrature formulas for {\displaystyle \int _{0}^{1}(-\log x)x^{\alpha }f(x)dx} and {\displaystyle \int _{0}^{\infty }E_{m}(x)f(x)dx}》. 《Math. Comp.》 27. 861–869쪽. doi:10.1090/S0025-5718-1973-0331730-X. MR 0331730.
- Eaton, John W.; Bateman, David; Hauberg, Søren; Wehbring, Rik (2018). “Functions of One Variable (GNU Octave)”. 2018년 9월 28일에 확인함.
- Gander, Walter; Gautschi, Walter (2000). 《Adaptive Quadrature - Revisited》. 《BIT Numerical Mathematics》 40. 84–101쪽. doi:10.1023/A:1022318402393.
- Gauss, Carl Friedrich (1815). 《Methodus nova integralium valores per approximationem inveniendi》. Comm. Soc. Sci. Göttingen Math 3. S. 29–76. datiert 1814, auch in Werke, Band 3, 1876, S. 163–196. English Translation by Wikisource.
- Gautschi, Walter (1968). 《Construction of Gauss–Christoffel Quadrature Formulas》. 《Math. Comp.》 22. 251–270쪽. doi:10.1090/S0025-5718-1968-0228171-0. MR 0228171.
- Gautschi, Walter (1970). 《On the construction of Gaussian quadrature rules from modified moments》. 《Math. Comp.》 24. 245–260쪽. doi:10.1090/S0025-5718-1970-0285117-6. MR 0285177.
- Gautschi, Walter (2020). 《A Software Repository for Gaussian Quadratures and Christoffel Functions》. SIAM. ISBN 978-1-611976-34-2.
- Gil, Amparo; Segura, Javier; Temme, Nico M. (2007), 〈§5.3: Gauss quadrature〉, 《Numerical Methods for Special Functions》, SIAM, ISBN 978-0-89871-634-4
- Golub, Gene H.; Welsch, John H. (1969). 《Calculation of Gauss Quadrature Rules》. 《Mathematics of Computation》 23. 221–230쪽. doi:10.1090/S0025-5718-69-99647-1. JSTOR 2004418.
- Jacobi, C. G. J. (1826). 《Ueber Gauß' neue Methode, die Werthe der Integrale näherungsweise zu finden》. 《Journal für die Reine und Angewandte Mathematik》 1. S. 301–308und Werke, Band 6.
- Kabir, Hossein; Matikolaei, Sayed Amir Hossein Hassanpour (2017). 《Implementing an Accurate Generalized Gaussian Quadrature Solution to Find the Elastic Field in a Homogeneous Anisotropic Media》. 《Journal of the Serbian Society for Computational Mechanics》 11. 11–19쪽. doi:10.24874/jsscm.2017.11.01.02.
- Kahaner, David; Moler, Cleve; Nash, Stephen (1989). 《Numerical Methods and Software》. Prentice-Hall. ISBN 978-0-13-627258-8.
- Laudadio, Teresa; Mastronardi, Nicola; Van Dooren, Paul (2023). 《Computing Gaussian quadrature rules with high relative accuracy》. 《Numerical Algorithms》 92. 767–793쪽. doi:10.1007/s11075-022-01297-9.
- Laurie, Dirk P. (1999), “Accurate recovery of recursion coefficients from Gaussian quadrature formulas”, 《J. Comput. Appl. Math.》 112 (1–2): 165–180, doi:10.1016/S0377-0427(99)00228-9
- Laurie, Dirk P. (2001). 《Computation of Gauss-type quadrature formulas》. 《J. Comput. Appl. Math.》 127. 201–217쪽. Bibcode:2001JCoAM.127..201L. doi:10.1016/S0377-0427(00)00506-9.
- MathWorks (2012). “Numerical integration - MATLAB integral”.
- Piessens, R. (1971). 《Gaussian quadrature formulas for the numerical integration of Bromwich's integral and the inversion of the laplace transform》. 《J. Eng. Math.》 5. 1–9쪽. Bibcode:1971JEnMa...5....1P. doi:10.1007/BF01535429.
- Press, WH; Teukolsky, SA; Vetterling, WT; Flannery, BP (2007), 〈Section 4.6. Gaussian Quadratures and Orthogonal Polynomials〉, 《Numerical Recipes: The Art of Scientific Computing》 3판, New York: Cambridge University Press, ISBN 978-0-521-88068-8
- Quarteroni, Alfio; Sacco, Riccardo; Saleri, Fausto (2000). 《Numerical Mathematics》. New York: Springer-Verlag. 425–478쪽. doi:10.1007/978-3-540-49809-4_10. ISBN 0-387-98959-5.
- Riener, Cordian; Schweighofer, Markus (2018). 《Optimization approaches to quadrature: New characterizations of Gaussian quadrature on the line and quadrature with few nodes on plane algebraic curves, on the plane and in higher dimensions》. 《Journal of Complexity》 45. 22–54쪽. arXiv:1607.08404. doi:10.1016/j.jco.2017.10.002.
- Sagar, Robin P. (1991). 《A Gaussian quadrature for the calculation of generalized Fermi-Dirac integrals》. 《Comput. Phys. Commun.》 66. 271–275쪽. Bibcode:1991CoPhC..66..271S. doi:10.1016/0010-4655(91)90076-W.
- Stoer, Josef; Bulirsch, Roland (2002), 《Introduction to Numerical Analysis》 3판,  Springer, ISBN 978-0-387-95452-3
- Temme, Nico M. (2010), 〈§3.5(v): Gauss Quadrature〉,   Olver, Frank W. J.; Lozier, Daniel M.; Boisvert, Ronald F.; Clark, Charles W., 《NIST Handbook of Mathematical Functions》, Cambridge University Press, ISBN 978-0-521-19225-5, MR 2723248
- Yakimiw, E. (1996). 《Accurate computation of weights in classical Gauss–Christoffel quadrature rules》. 《J. Comput. Phys.》 129. 406–430쪽. Bibcode:1996JCoPh.129..406Y. doi:10.1006/jcph.1996.0258.